# Josh Schwartz

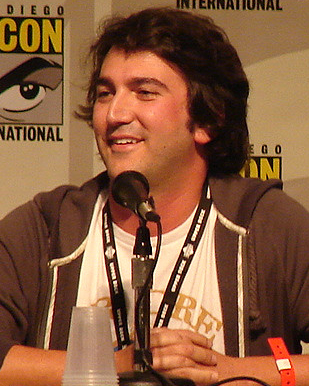
Josh Schwartz, 2007

Josh Schwartz (* 6. August 1976 in Providence, Rhode Island) ist ein US-amerikanischer Fernsehproduzent und Drehbuchautor, bekannt vor allem als Schöpfer der US-Fernsehserie O.C., California.

## Leben
Josh Schwartz studierte an der University of Southern California und schrieb noch während seines Studiums ein Drehbuch, das er an Columbia Pictures verkaufen konnte. In den Jahren 2000 und 2001 drehte er zwei Serien-Pilotfilme für ABC und The WB, bis ihm der Durchbruch mit der Fox-Serie O.C., California gelang. Zu Serienbeginn war Josh Schwartz mit 27 Jahren einer der jüngsten Serienschöpfer in der Geschichte der US-Networks. 2012 erfolgte mit der Komödie Fun Size – Süßes oder Saures sein Regiedebüt. In den folgenden Jahren entwickelte er verschiedene Fernsehserien, u. a. Marvel’s Runaways und Eine wie Alaska.
Zurzeit lebt Schwartz in Los Angeles, Kalifornien.

## Filmografie (Auswahl)
Als Executive Producer
- 2003–2007: O.C., California (The O.C., Fernsehserie)
- 2007–2012: Chuck (Fernsehserie)
- 2007–2012: Gossip Girl (Fernsehserie)
- 2011–2015: Hart of Dixie (Fernsehserie)
- 2013: Cult (Fernsehserie)
- 2013–2014: The Carrie Diaries (Fernsehserie)
- 2017–2022: Der Denver-Clan (Dynasty, Fernsehserie)
- 2019: Eine wie Alaska (Looking for Alaska, Miniserie)

Als Produzent
- 2012: Fun Size – Süßes oder Saures (Fun Size)
- 2014: Endless Love

Als Drehbuchautor
- 2017–2019: Marvel’s Runaways
- 2019: Eine wie Alaska